# Bertha Porter
Bertha Porter (Londra, 9 aprile 1852 – Oxford, 17 gennaio 1941) è stata una biografa britannica.
Biografa e bibliografa inglese, è nota in special modo per il suo ruolo nella realizzazione, unitamente a Rosalind Moss (1890-1990), della "Topographical Bibliography of Ancient Egyptian Hieroglyphic Texts, Reliefs, and Paintings" (Bibliografia topografica di testi geroglifici, rilievi e dipinti dell'Antico Egitto) la cui prima edizione risale al 1927.

## Biografia
Bertha Porter nacque a Londra nel 1852 da Frederick William Porter, architetto irlandese, dal 1860 Ispettore della  Worshipful Company of Clothworkers (Venerabile Compagnia dei lavoratori tessili), e sua moglie Sarah Moyle. Si sa molto poco della vita di Bertha Porter se non che si impose ben presto nei circoli letterari.
La Porter fu ingaggiata da Sidney Lee per completare 156 biografie per il Dictionary of National Biography.
Francis Llewellyn Griffith (1862-1934), mentre lavorava per il British Museum (incarico che lasciò nel 1896), reperì fondi e diede disposizioni per la realizzazione di una "Topographical Bibliography of Ancient Egyptian Hieroglyphic Texts, Reliefs and Paintings" (Bibliografia topografica di testi geroglifici, rilievi e dipinti dell'Antico Egitto), con l’intento di individuare la localizzazione e il contenuto testuale di scritti esistenti su monumenti dell’antico Egitto e del Sudan.
Bertha Porter, che aveva studiato la decifrazione dei geroglifici con Griffith e con Kurt Sethe presso l’Università di Gottinga,  lavorò al progetto ininterrottamente, per circa 30 anni, fino al 1929. Il suo lavoro si svolse esclusivamente a Londra e mai si recò in Egitto facendo affidamento, per il lavoro sul campo, su Rosalind Moss. La "Topographical Bibliography" viene comunemente indicata come prodotta da "Porter & Moss".

### Annotazioni
1. ↑  La Worshipful Company of Clothworkers nacque nel 1528 dalla fusione delle più antiche confraternite dei follatori (1480) e dei cimatori (1508) come gilda con intenti protezionistici e di assistenza per gli appartenenti al settore. Come gran parte di tali Compagnie, la Worshipful è oggi un ente benefico.
2. ↑  Sidney Lee (1859 – 1926), scrittore, biografo e critico inglese.
3. ↑  Il Dictionary of National Biography è un’opera costantemente aggiornata (al 2004 comprendeva oltre 60 volumi per quasi 55.000 biografie) che contiene le biografie dei principali e più importanti personaggi britannici.
4. ↑  Egittologo fondatore del Griffith Institute presso l’Università di Oxford.

### Fonti
1. ↑  Lesko.
2. ↑  Topographical Bibliography of Ancient Egyptian Hieroglyphic Texts, Statues, Reliefs, and Paintings. Sito web del Griffith Institute.